# Rotting Christ
Rotting Christ (z j. ang. dosłownie Gnijący Chrystus) – grecki zespół blackmetalowy założony w 1987 roku w Atenach. Zespołowi przewodzą bracia Sakis i Themis Tolisowie, którzy pozostają jedynymi członkami oryginalnego składu. Od 2014 roku skład grupy tworzą ponadto basista Vagelis Karzis oraz gitarzysta George Emmanuel.
Do 2016 roku ukazało się dwanaście albumów studyjnych zespołu oraz szereg pomniejszych wydawnictw. Nagrania formacji cieszą się prawdopodobnie największą popularnością w Grecji. Ostatni album zespołu zatytułowany Rituals (2016) uplasował się na 10. miejscu tamtejszej listy przebojów.
W ciągu ponad dwudziestu lat istnienia zespół niejednokrotnie przechodził zmiany stylistyczne, począwszy od surowych blackmetalowych brzmień, poprzez ciężki doom/death metal, a skończywszy na melodyjnym black metalu, bardzo różniącym się od skandynawskich zespołów blackmetalowych, takich jak Emperor czy Limbonic Art.

## Historia

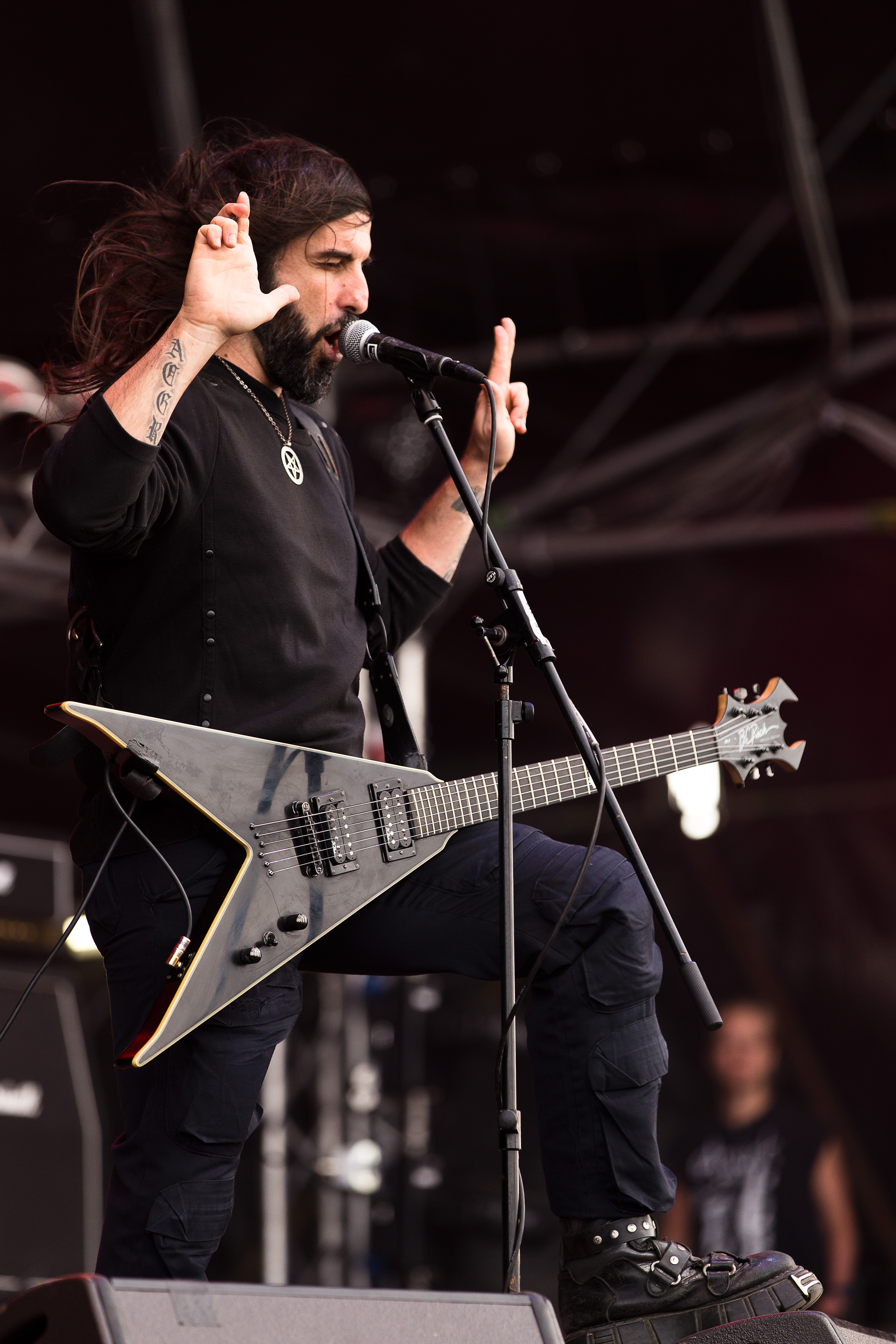
Sakis Tolis podczas koncertu na festiwalu Party.San Open Air w 2016 roku.

Zespół powstał w 1987 roku w Atenach z inicjatywy wokalisty i gitarzysty Sakisa Tolisa, perkusisty Themisa Tolisa oraz basisty Jima Patsourisa. Formacja początkowo tworzywa w stylistyce grindcore’u. Grupa zadebiutowała kasetą demo Leprosy of Death, która ukazała się w listopadzie 1988 roku. Następnie w styczniu 1989 roku ukazało się drugie demo tria zatytułowane Decline’s Return. Kolejne demo pt. Satanas Tedeum zostało wydane w październiku tego samego roku. Materiał stanowił stylistyczny zwrot w historii działalności tria. Na kasetę trafiły utwory czerpiące z thrash metalu, znacznie dłuższe w stosunku do poprzednich nagrań Rotting Christ. Podobnie jak szereg innych zespołów okresu muzycy Rotting Christ określali swą twórczość jako death metal, gdyż termin black metal pozostawał szerzej nieznany. W 1991 roku skład uzupełnił klawiszowiec George Zaharopoulos. W maju 1991 roku ukazał się pierwszy minialbum Rotting Christ pt. Passage to Arcturo. W październiku 1992 roku muzycy wydali niezależne demo pt. Ade’s Winds. Debiutancki album formacji zatytułowany Thy Mighty Contract ukazał się 11 listopada 1993 roku nakładem wytwórni muzycznej Osmose Productions. Następnie w grudniu muzycy udali się w trasę koncertową wraz z Immortal i Blasphemy po Europie. 10 października 1994 roku nakładem oficyny Unisound Records ukazał się drugi album studyjny Rotting Christ pt. Non Serviam.
W kwietniu 1996 roku nakładem wytwórni płytowej Century Media Records do sprzedaży trafił trzeci album długogrający zespołu pt. Triarchy of the Lost Lovers. Wkrótce potem z zespołu odszedł Jim Patsouris, którego zastąpił Andreas Lagios. Ponadto skład uzupełnił drugi gitarzysta Kostas Vassilakopoulos. Pod koniec roku grupa koncertowała w Europie wraz z Gorefest, Moonspell, Samael oraz Theatre of Tragedy. W 1997 roku muzycy występowali w całej Europie wraz z zespołami Old Man’s Child, Sacramentum, Tiamat i Paradise Now!. 7 października tego samego roku ukazał się czwarty album studyjny Rotting Christ zatytułowany A Dead Poem. W listopadzie, także 1997 roku, ukazał się trzeci minialbum formacji pt. The Mystical Meeting. W styczniu 1999 roku do sprzedaży trafił czwarty minialbum formacji pt. Der Perfekte Traum. Następnie w lutym grupa dała szereg koncertów w Europie u boku zespołów Aeturnus, Ancient Rites oraz Behemoth. Z kolei 9 marca tego samego roku został wydany piąty album studyjny grupy pt. Sleep of the Angels. Materiał był promowany teledyskiem do utworu „After Dark I Feel”, który wyreżyserował Arnaoutoglou Vassilis.

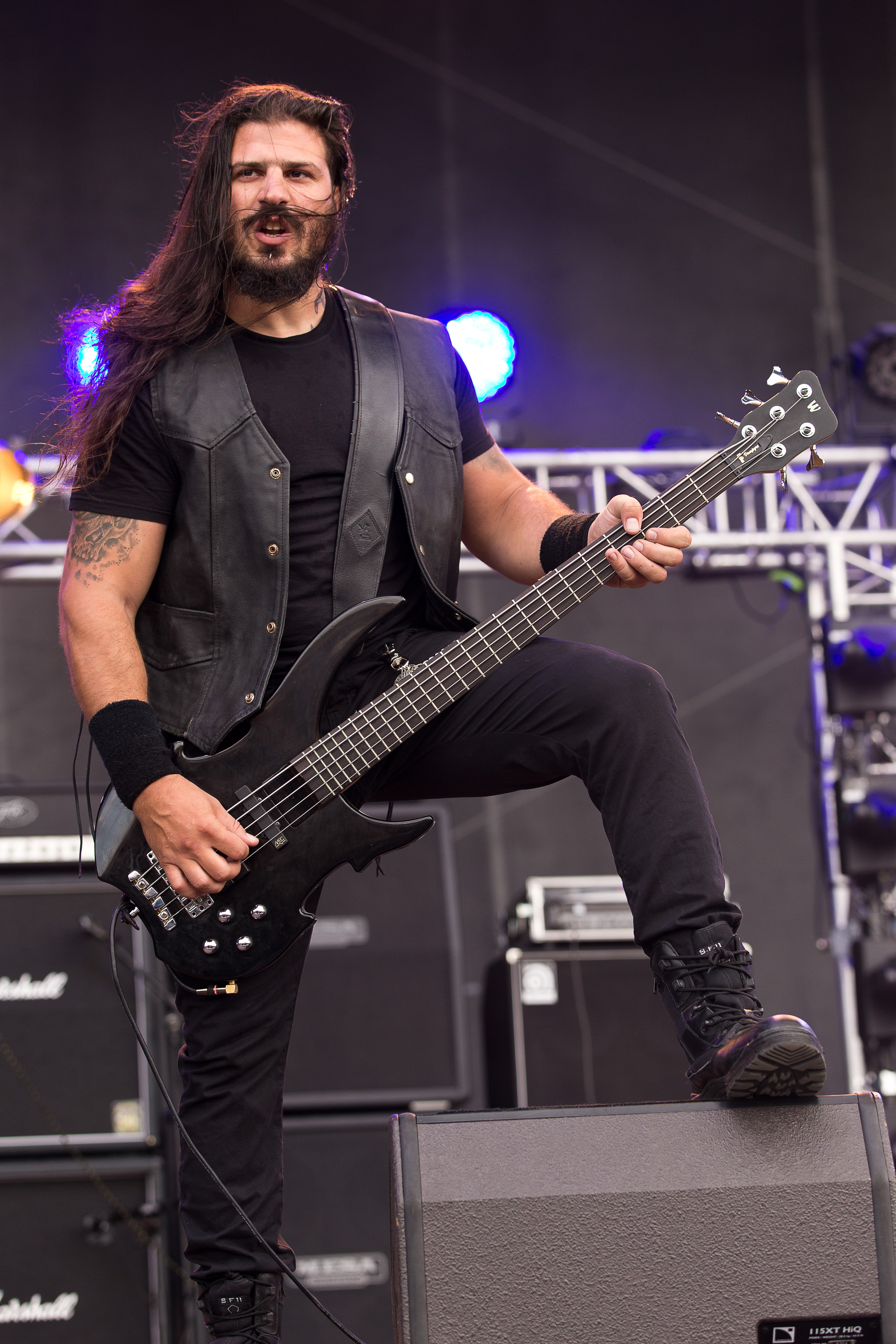
Vagelis Karzis podczas koncertu na festiwalu Party.San Open Air w 2016 roku.

29 sierpnia 2000 roku ukazał się szósty album długogrający zespołu zatytułowany Khronos. 29 października 2002 roku do sprzedaży trafiły siódmy album Rotting Christ pt. Genesis. Nagrania były promowane podczas europejskich koncertów m.in. u boku zespołów Tristania, Madder Mortem oraz Vintersorg. W styczniu 2003 roku grupa koncertowała w Europie wraz z Primordial i Enthroned. Następnie w kwietniu 2003 roku nakładem Metal Mind Productions ukazał się pierwszy materiał wideo formacji zatytułowany In Domine Sathana. Z kolei w czerwcu zespół wystąpił w ramach Rock The Nations Open Air Festival w Turcji. Na początku 2004 roku grupa koncertowała w Wielkiej Brytanii wraz z Decapitated, Anata i Thus Defiled. Wkrótce potem z zespołu odszedł Kostas Vassilakopoulos. 20 września, także 2004 roku, został wydany ósmy album grupy pt. Sanctus Diavolos. Gościnnie w nagraniu albumu uczestniczył Gus G. z zespołu Dream Evil. W 2005 roku grupa koncertowała m.in. w Bośni i Hercegowinie, Rumunii i Chorwacji. Następnie wzięła udział w europejskim tournée Blitzkrieg 3 wraz z zespołami Vader, Anorexia Nervosa i Lost Soul. W 2006 roku koncertowała w Brazylii oraz w Europie, w tym m.in. podczas festiwali Dong Open Air i Thunders Over Miriquidi Festival w Niemczech.
22 stycznia 2007 roku nakładem wytwórni muzycznej Season of Mist ukazał się dziewiąty album długogrający Rotting Chrst zatytułowany Theogonia. W lutym zespół udał się w europejskie tournée Domination Tour u boku Carpathian Forest, Incantation oraz Malevolent Creation. Następnie formacja koncertowała, także w Europie podczas Northern Assasination Tour wraz z Crionics, Incantation i Krisiun oraz The Flaming Arts Festival w Europie Wschodniej. Z kolei we wrześniu i październiku grupa dała szereg koncertów w Polsce w ramach trasy koncertowej Blitzkrieg 4, poprzedzając występy zespołu Vader. W 2008 roku muzycy udali się do USA, gdzie występowali m.in. wraz z Immolation oraz Averse Sefira. Natomiast w sierpniu zespół wystąpił w ramach jubileuszu dwudziestopięciolecia działalności zespołu Vader. Na początku 2009 roku grupa ponownie koncertowała w USA wraz z Epicurean, Manic Ritual oraz Mysteriarch. Następnie 23 lutego tego samego roku do sprzedaży trafił drugi album wideo zespołu pt. Non Serviam – A 20 Year Apocryphal Story. Z kolei latem muzycy koncertowali m.in. w Turcji oraz na Ukrainie.

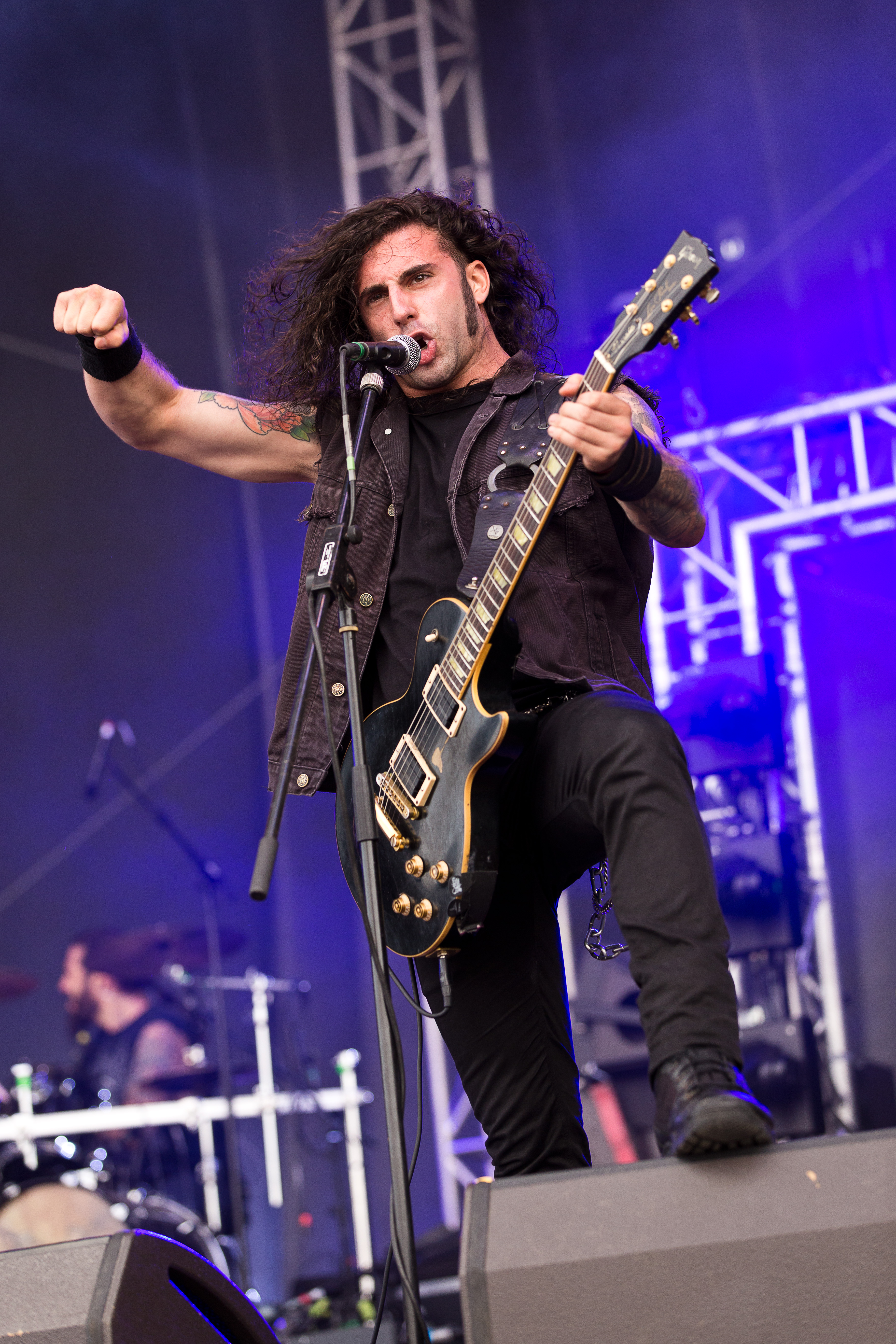
George Emmanuel podczas koncertu na festiwalu Party.San Open Air w 2016 roku.

Dziesiąty album studyjny grupy pt. Aealo trafił do sprzedaży 15 lutego 2010 roku. Gościnnie na płycie wystąpili m.in. A.A. Nemtheanga (Primordial) i George „The Magus” Zacharopoulos (Necromantia). Wydawnictwo było promowane podczas europejskiej trasy koncertowej wraz z Crionics, Lost Soul, Naumachia oraz Strandhogg. Następnie zespół koncertował wraz z Bolt Thrower w Wielkiej Brytanii oraz w ramach zimowego tournée wraz z Finntroll. W 2011 roku grupa odbyła amerykańską trasę koncertową wraz z Abigail Williams, Hate, Lecherous Nocturne oraz Melechesh. Pod koniec 2012 roku zespół wziął udział w europejskiej trasie koncertowej Creatures From The Abyss Tour, poprzedzając występy Cradle of Filth. 1 marca 2013 roku ukazał się jedenasty album studyjny Rotting Christ pt. Kata ton demona eaftu. Wśród gości na płycie znaleźli się m.in. Babis Alexandropoulos, były członek power metalowej formacji InnerWish, oraz Androniki Skoula. Również w marcu muzycy dali szereg koncertów w Ameryce Południowej – wystąpili m.in. w Chile, Kolumbii, Peru i Brazylii. Kolejne koncerty grupa dała w Europie m.in. u boku Negură Bunget, Spartan i Twilight of the Gods. W styczniu 2014 roku zespół występował w Japonii. Następnie zespół występował w Rosji i Brazylii oraz m.in. podczas festiwali Eine in Teich Festival w Austrii i Leyendas del Rock w Hiszpanii. Z końcem roku grupa odbyła tournée w Stanach Zjednoczonych m.in. z takimi zespołami jak: Belphegor, czy Beheaded.
Na początku 2015 roku zespół dał szereg koncertów w Europie u boku Atropos, Empheris oraz Varathron. Następnie latem zespół wystąpił m.in. podczas festiwali Metaldays w Słowenii oraz Eistnaflug w Islandii. W sierpniu został wydany pierwszy album koncertowy Rotting Christ pt. Lucifer over Athens. Pod koniec roku zespół udał się do USA, gdzie koncertował w ramach Black Metal Warfare Tour, poprzedzając występy zespołów Watain i Mayhem. 12 lutego 2016 roku został wydany dwunasty album zespołu zatytułowany Rituals. Na płycie wyprodukowanej przez Sakisa Tolisa gościnnie wystąpili m.in. Nick Holmes, znany z występów w zespole Paradise Lost, oraz Michael „Vorph” Locher, lider grupy Samael. Wydawnictwo było promowane podczas licznych koncertów w Europie, w tym m.in. podczas festiwali Bloodstock Open Air w Wielkiej Brytanii oraz Herbakkersfestival w Belgii. Muzycy po raz pierwszy zagrali także w Południowej Afryce, jednakże w wyniku protestów tamtejszych organizacji religijnych zespół wystąpił pod zmienioną nazwą. Pod koniec roku grupa koncertowała w Stanach Zjednoczonych u boku szwedzkiej formacji Marduk oraz ponownie w Europie wraz z zespołami Inquisition i Mystifier.

## Muzycy

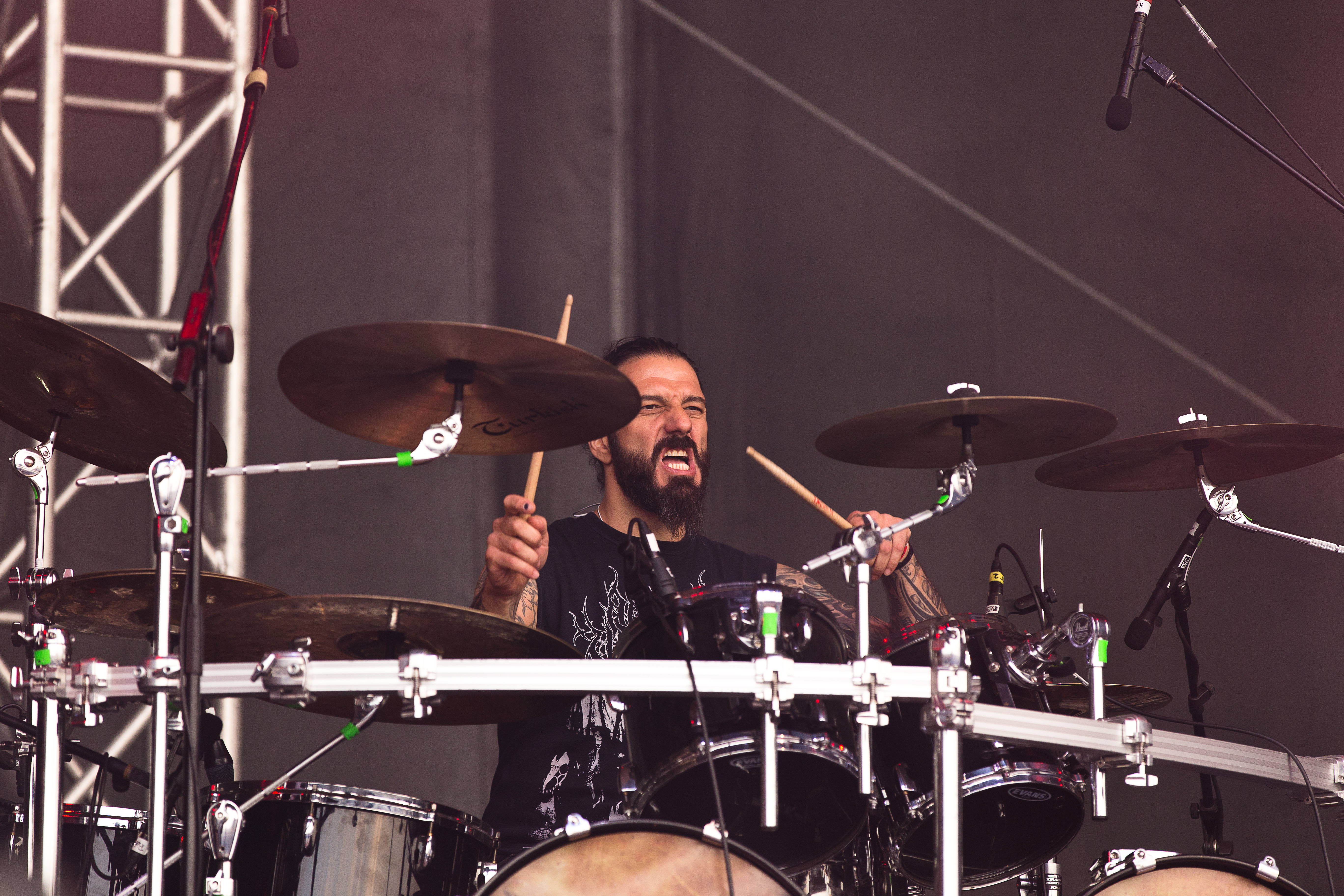
Themis Tolis podczas koncertu na festiwalu Party.San Open Air w 2016 roku.

| Obecny skład zespołu - Sakis Tolis – gitara, wokal prowadzący (od 1987) - Themis Tolis – perkusja (od 1987) Byli członkowie zespołu - Dimitris Patsouris – gitara basowa (1987–1996) - George Zaharopoulos – instrumenty klawiszowe, wokal wspierający (1991–1995) - Andreas Lagios – gitara basowa (1996–2012) - Costas Vassilakopoulos – gitara (1996–2004) - Georgios Tolias – instrumenty klawiszowe (1996–2004) - Giorgos Bokos – gitara (2005–2012) |  | Muzycy koncertowi - Kostas „Spades” Heliotis – gitara basowa, wokal wspierający (od 2019) - Kostis Foukarakis – gitara, wokal wspierający (od 2019) - Roberto „Nebulath” Garchitorena – gitara basowa (1991) - Stavros Mitropoulos – gitara (1993, 1996) - Panayiotis – instrumenty klawiszowe (1993, 1996–1998) - Bill Zobolas – gitara (1994–1995) - Kaneshka – gitara basowa (1996) - Makka Freiwald – perkusja (1996) - Ricardo Amorim – gitara (1996) - Costas Vassilakopoulos – gitara (1996–1997) - Alexander Haritakis – gitara (2004–2006) - Giorgos Bokos – gitara (2005–2006) - Vagelis Karzis – gitara basowa, wokal wspierający (2012–2014) - George Emmanuel – gitara, wokal wspierający (2012–2014) - Melanaegis – gitara basowa, wokal wspierający (2019) - Giannis Kalamatas – gitara (2019) - Weerabhatra – gitara basowa (2024) - Ryu Jarturan – perkusja (2024) - Pakin Labaisa-ard – gitara (2024) |

## Dyskografia
| Albumy studyjne - Thy Mighty Contract (1993, Osmose Productions) - Non Serviam (1994, Unisound Records) - Triarchy of the Lost Lovers (1996, Century Media Records) - A Dead Poem (1997, Century Media Records) - Sleep of the Angels (1999, Century Media Records) - Khronos (2000, Century Media Records) - Genesis (2002, Century Media Records) - Sanctus Diavolos (2004, Century Media Records) - Theogonia (2007, Season of Mist) - Aealo (2010, Season of Mist) - Kata ton demona eaftu (2013, Season of Mist) - Rituals (2016, Season of Mist) - The Heretics (15 lutego 2019, Season of Mist) - Pro xristou (24 maja 2024, Season of Mist) |  | Kompilacje - The Mystical Meeting (1995, Uniforce Records) - Thanatiphoro Anthologio (2007, Century Media Records) - Semigods of the Serpent Cult (2009, Season of Mist) - 25 Years: The Path of Evil Existence (2014, Metal Hammer) Minialbumy - Passage to Arcturo (1991, Unisound Records) - The Mystical Meeting (1997, Uniforce Records) - Der Perfekte Traum (1999, Century Media Records) Single - Dawn of the Iconoclast (1992, Unisound Records) - Apokathilosis (1993, Osmose Productions) |  | Albumy koncertowe - Lucifer over Athens (2015, Season of Mist) Dema - Leprosy of Death (1988, wydanie własne) - Declines Return (1989, wydanie własne) - Satanas Tedeum (1989, wydanie własne) - Ade’s Winds (1992, wydanie własne) Albumy wideo - In Domine Sathana (2003, DVD, Metal Mind Productions) - Non Serviam – A 20 Year Apocryphal Story (2009, DVD, Season of Mist) |

## Teledyski
| Tytuł                                         | Rok  | Reżyseria                      | Album                 | Źródło |
| --------------------------------------------- | ---- | ------------------------------ | --------------------- | ------ |
| „After Dark I Feel”                           | 1999 | Arnaoutoglou Vassilis          | Sleep of the Angels   | [ 30 ] |
| „Keravnos Kyvernitos”                         | 2007 | Bob Katsionis                  | Theogonia             | [ 31 ] |
| „Enuma Elish”                                 | 2007 | Bob Katsionis                  | Theogonia             | [ 32 ] |
| „In Yumen – Xibalba” (lyric video)            | 2013 | –                              | Kata ton demona eaftu | [ 33 ] |
| „ΧΞΣ”                                         | 2013 | Jon Simvonis, Aji Stone        | Kata ton demona eaftu | [ 30 ] |
| „Les Litanies de Satan” (lyric video)         | 2016 | Manster Design                 | Rituals               | [ 34 ] |
| „For A Voice Like Thunder” (lyric video)      | 2016 | Manster Design                 | Rituals               | [ 35 ] |
| „देवदेवं (Devadevam)” (lyric video)              | 2016 | Manster Design                 | Rituals               | [ 36 ] |
| „The Four Horsemen” (lyric video)             | 2016 | John Kaimakamis                | Rituals               | [ 37 ] |
| „Apage Satana”                                | 2016 | Jon Simvonis                   | Rituals               | [ 38 ] |
| „Fire, God and Fear” (lyric video)            | 2018 | Manthos Stergiou               | The Heretics          |        |
| „Heaven, Hell and Fire” (lyric video)         | 2018 | Haris Kountouris               | The Heretics          |        |
| „The Raven (by Edgar Alan Poe)” (lyric video) | 2019 | John Kaimakamis, Nightwatchers | The Heretics          |        |
| „In the name of God” (animated video)         | 2019 | Haris Kountouris               | The Heretics          |        |

## Nagrody i wyróżnienia
| Rok  | Kategoria                  | Tytułem        | Nagroda                         | Nota       | Źródło |
| ---- | -------------------------- | -------------- | ------------------------------- | ---------- | ------ |
| 2008 | The Best Black Metal Album | Theogonia      | Metal Storm Awards 2007         | 1 miejsce  | [ 39 ] |
| 2011 | The Best Black Metal Album | Aealo          | Metal Storm Awards 2010         | 11 miejsce | [ 40 ] |
| 2016 | Best Underground Band      | Rotting Christ | Metal Hammer Golden Gods Awards | Nominacja  | [ 41 ] |